# Tom Sawyer (canção)
"Tom Sawyer" é uma canção da banda canadense de rock Rush. Lançado em 28 de fevereiro de 1981 em seu oitavo álbum de estúdio Moving Pictures pela Mercury Records e PolyGram, também aparece posteriormente na coletânea Chronicles, de 1990. Também apareceu em vários bootlegs e álbuns ao vivo. É uma das canções mais famosas do Rush e é tocada em rádios de rock clássico. Alcançou a posição de número 25 na parada de singles do Reino Unido em outubro de 1981, e nos Estados Unidos alcançou a posição de 44 na Billboard Hot 100 e em 8° no gráfico Billboard Mainstream Rock. Em 2009, foi nomeada a 19° maior canção de hard rock de rock de todos os tempos pela VH1. "Tom Sawyer" foi uma das cinco canções do Rush empossadas no Canadian Songwriters Hall of Fame em 28 de março de 2010.

## Parada musical
| Parada (1981)                              | Posição mais alta |
| ------------------------------------------ | ----------------- |
| Canada Top Singles (RPM)                   | 24                |
| Reino Unido (UK Singles Chart)             | 25                |
| Estados Unidos (Billboard Hot 100)         | 44                |
| Estados Unidos (Billboard Mainstream Rock) | 8                 |